# Stephanie Vogt
Stephanie Vogt (ur. 15 lutego 1990 w Vaduz) – liechtensteińska tenisistka, reprezentantka kraju w Pucharze Federacji, multimedalistka igrzysk małych państw Europy, olimpijka.

## Kariera tenisowa
W karierze wygrała dwanaście turniejów singlowych i jedenaście deblowych rangi ITF. Najwyższe – 137. miejsce w rankingu gry pojedynczej osiągnęła 24 lutego 2014. Najwyższą pozycję w rankingu gry podwójnej (69. miejsce) osiągnęła podczas notowania dnia 22 lutego 2016. Vogt to aktualnie najwyżej klasyfikowana w rankingu WTA zawodniczka z Liechtensteinu.
W październiku 2013 zwyciężyła w swoim pierwszym turnieju WTA Tour – w Luksemburgu, gdzie występowała razem z Yaniną Wickmayer, pokonały w meczu mistrzowskim parę Kristina Barrois–Laura Thorpe wynikiem 7:6(2), 6:4.
W lipcu 2015 po raz drugi w karierze odniosła triumf w deblowych zawodach cyklu WTA Tour – w Bad Gastein razem z Danką Kovinić wygrały 4:6, 6:4, 10–3 nad parą Lara Arruabarrena–Lucie Hradecká.

### Występy na igrzyskach małych państw Europy
W zawodach tenisowych podczas igrzysk małych państw Europy zdobyła dziesięć medali: siedem złotych oraz trzy srebrne. Pierwsze miejsca osiągała w konkurencjach gry pojedynczej (2007, 2011, 2013), gry podwójnej (2011, 2013) oraz gry mieszanej (2011, 2013). Srebro zdobywała w singlu (2005, 2007) oraz deblu (2005).

### Występy w igrzyskach olimpijskich
W 2008 roku otrzymała dziką kartę na turniej gry pojedynczej podczas igrzysk olimpijskich w Pekinie. Nie mogła jednak wystartować w zawodach z powodu kontuzji. Jej miejsce zajęła Tamarine Tanasugarn.
18 kwietnia 2012 roku podane zostały tenisistki, które otrzymały dzikie karty do turnieju olimpijskiego w 2012 roku. Wśród nich znalazła się także Vogt jako przedstawicielka „niewielkiego kraju”. Zawodniczka została wybrana chorążym swojej reprezentacji. Wystąpiła jedynie w rywalizacji gry pojedynczej. W pierwszym meczu uległa Anie Tatiszwili 2:6, 0:6, ostatecznie zajmując 33–64. pozycję.

## Finały turniejów WTA
| Legenda                     | Legenda |
| --------------------------- | ------- |
| Wielki Szlem                |         |
| Igrzyska olimpijskie        |         |
| WTA Tour Championships      |         |
| 2009 – 2020                 |         |
| WTA Premier Mandatory       |         |
| WTA Premier 5               |         |
| WTA Premier                 |         |
| WTA International Series    |         |
| WTA 125K series (2012–2020) |         |

### Gra podwójna 2 (2-0)
| Końcowy wynik | Nr | Data                 | Turniej     | Nawierzchnia  | Partnerka        | Przeciwniczki                    | Wynik finału   |
| ------------- | -- | -------------------- | ----------- | ------------- | ---------------- | -------------------------------- | -------------- |
| Zwyciężczyni  | 1. | 20 października 2013 | Luksemburg  | Twarda (hala) | Yanina Wickmayer | Kristina Barrois Laura Thorpe    | 7:6(2), 6:4    |
| Zwyciężczyni  | 2. | 26 lipca 2015        | Bad Gastein | Ceglana       | Danka Kovinić    | Lara Arruabarrena Lucie Hradecká | 4:6, 6:4, 10–3 |

## Wygrane turnieje rangi ITF
| turnieje z pulą nagród 100 000 $ |
| turnieje z pulą nagród 75 000 $  |
| turnieje z pulą nagród 50 000 $  |
| turnieje z pulą nagród 25 000 $  |
| turnieje z pulą nagród 15 000 $  |
| turnieje z pulą nagród 10 000 $  |

### Gra pojedyncza
|     | Data       | Turniej             | ($)     | Naw.   | Finalistka            | Wynik         |
| 1.  | 24/06/2007 | Davos               | 10 000  | ziemna | Jessica Moore         | 6:4, 4:6, 6:3 |
| 2.  | 04/05/2008 | Makarska            | 50 000  | ziemna | Anastasija Piwowarowa | 6:2, 6:3      |
| 3.  | 29/05/2010 | Velenje             | 10 000  | ziemna | Pavla Šmídová         | 6:1, 6:2      |
| 4.  | 29/05/2010 | Kair                | 25 000  | ziemna | Maša Zec Peškirič     | 6:1, 6:3      |
| 5.  | 11/09/2011 | Alphen aan den Rijn | 25 000  | ziemna | Katarzyna Piter       | 6:2, 6:4      |
| 6.  | 10/03/2013 | Sutton              | 10 000  | twarda | Carina Witthöft       | 3:6, 6:4, 6:3 |
| 7.  | 17/03/2013 | Bath                | 15 000  | twarda | An-Sophie Mestach     | 7:6(3), 6:3   |
| 8.  | 13/07/2013 | Biarritz            | 100 000 | ziemna | Anna Schmiedlová      | 1:6, 6:3, 6:2 |
| 9.  | 15/09/2013 | Podgorica           | 25 000  | ziemna | Anett Kontaveit       | 6:4, 6:3      |
| 10. | 16/02/2014 | São Paulo           | 25 000  | ziemna | Marina Mielnikowa     | 6:1, 6:4      |
| 11. | 14/11/2014 | Bath                | 25 000  | twarda | Alberta Brianti       | 6:3, 7:6(3)   |
| 12. | 06/06/2015 | Brescia             | 50 000  | ziemna | Andrea Gámiz          | 7:6(3), 6:4   |